# 西區 (倫敦)

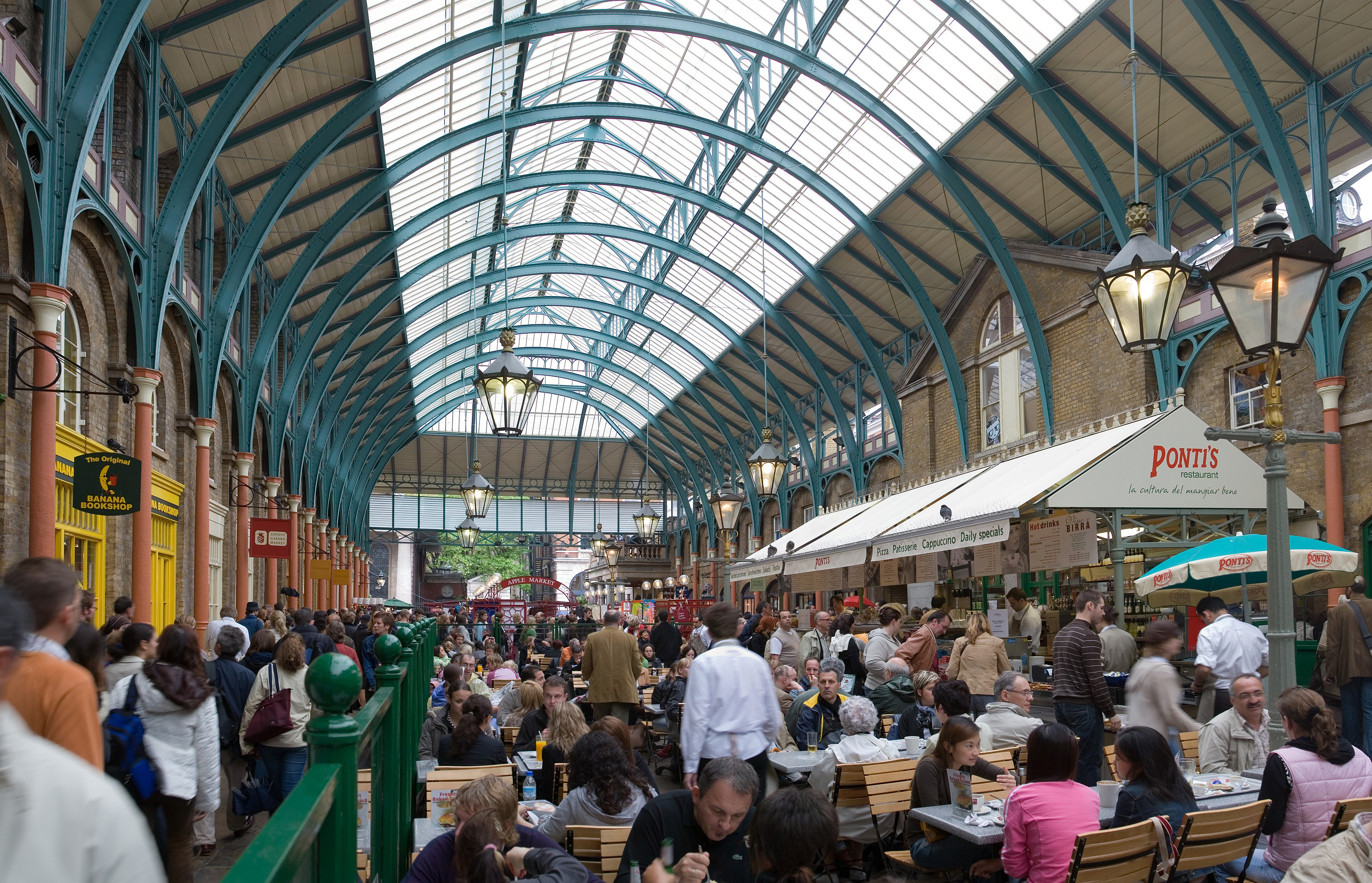
位於西區的柯芬園

西區（英語：West End of London）是英國英格蘭倫敦地名，由於此處商業區與西區劇院眾多，所以許多遊客經常聚集至此。西區一名是19世紀英國人用來描述查令十字以西的地區所產生的。西區也是倫敦都市計劃中的兩個國際性中心之一。西區是英國的娛樂中心，也有歐洲最大的購物區，劇院、電影公司、餐廳、酒吧與夜店。

## 位置

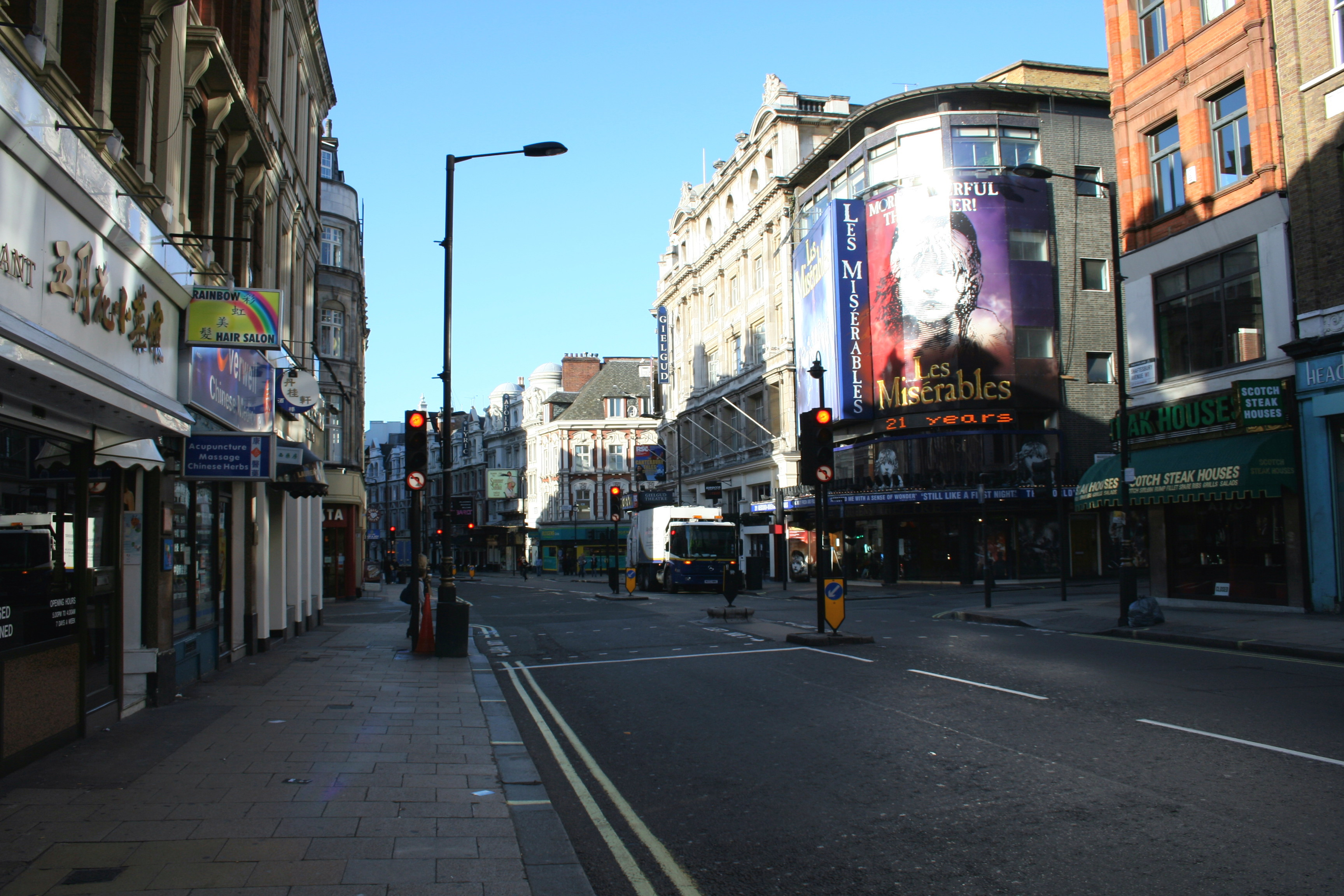
皮卡迪利圓環附近的沙福茲貝里大道（Shaftesbury Avenue）

西區在羅馬帝國不列顛尼亞與中世紀時期皆位於倫敦市的西部，西區長期是富人或社會精英居住的地區，因為它位在這座擁擠城市的上風處。西區靠近皇室權力中心威斯敏斯特宮，而且大部分是包含在西敏市（屬於32個倫敦自治市之1）的範圍內。西區在第十七、十八和十九世紀持續發展，這裡最初擁有一個系列的宮殿、昂貴的城市住宅、時尚商店及娛樂場所。霍本、七面區與科文特花園在歷史上是比較貧窮的社區，後來在19世紀中清除重建。
「西區」是一個具有彈性的名稱，在不同的情況下具有不同的含義。它可能是指萊斯特廣場及柯芬園周圍的娛樂區、到牛津街、攝政街和龐德街集中的購物區，或是指倫敦倫敦中心（本身就是一個地區，沒有普遍認同的邊界）的西部。

## 教育
查令十字圖書館與西敏市中文圖書館都是由西敏市來管理。

## 區域
- 布盧姆茨伯里
- 聖詹姆斯
- 柯芬園
- 費茲羅維亞（Fitzrovia）
- 霍本（Holborn）
- 梅费尔
- 瑪莉勒本（Marylebone）
- 蘇豪
- 七面（Seven Dials）
- 西敏

## 景點
- 萊斯特廣場
- 曼徹斯特廣場（Manchester Square）
- 特拉法加廣場
- 格羅夫納廣場（Grosvenor Square）
- 蘇豪廣場（Soho Square）

## 外部連結
- London's West End Theatres （页面存档备份，存于） Information and archive material on London's historic West End Theatres.

51°30′48″N 0°07′43″W / 51.51333°N 0.12861°W